# لولايا
لولايا هو ملك آشور من القرن 17 ق م، حسب قائمة ملوك آشور ذكرت أنه حكم لمدة 5 سنوات، من سنة 1621 إلى 1616 ق م، خاض حرب واسعة ضد الميتانيين وتمكنوا من الانتصار عليه، ووضعوا شو نينوا ملكاً خلفه له.